# Bertil Malmberg
Bertil Frans Harald Malmberg (Härnösand, 13 de agosto de 1889-Estocolmo, 11 de febrero de 1958) afamado escritor y actor de Suecia. Fue miembro de la Academia Sueca.

## Obra escrita, selección
- 1908 - Bränder
- 1916 - Atlantis
- 1923 - Orfika
- 1927 - Slöjan
- 1929 - Vinden
- 1932 - Illusionernas värld
- 1936 - Tyska intryck
- 1937 - Värderingar
- 1942 - Excellensen
- 1947 - Under månens fallande båge
- 1948 - Men bortom marterpålarna
- 1949 - Utan resolution
- 1949 - Staden i regnet
- 1950 - Med cyklopöga
- 1951 - Idealet och livet
- 1956 - Förklädda memoarer